# Abell 1423
Abell 1423 è un ammasso di galassie situato in direzione della costellazione dell'Orsa Maggiore alla distanza di 978 milioni di anni luce dalla Terra (light travel time). È inserito nell'omonimo catalogo compilato da George Abell nel 1958. Ha una classe di ricchezza 1 (in classe 1 sono gli ammassi costituiti da 50 a 79 galassie) ed è del tipo II-III secondo la Classificazione di Bautz-Morgan.
Insieme all'ammasso Abell 1480 costituisce il superammasso di galassie SCl 110 il cui centro è situato in direzione della costellazione dell'Orsa Maggiore.
È stato uno dei 25 ammassi di galassie studiati con il Telescopio spaziale Hubble nel corso di una campagna di osservazioni denominata Cluster Lensing And Supernova survey with Hubble (CLASH) nel corso di un periodo di tre anni e mezzo (2010-2013).
L'effetto di lente gravitazionale ha permesso di individuare due galassie remote situate alle spalle dell'ammasso con un redshift, calcolato con metodo fotometrico, di circa 3,5 (distanza percorsa dalla luce di circa 11,9 miliardi di anni luce).